# Музака (род)
Музака (алб. Muzakajt) — албанский дворянский род, который правил в регионе Музакия (Центральная Албания) в Позднем Средневековье. Музаки также упоминаются некоторыми авторами как племя или клан.
Существуют различные варианты написания названия — Muzaki, Musachi, Molesachi, Muzhaku, Musaka, Musaki, Musac и Musacus.
Самый ранний исторический документ, в котором упоминается семья Музака, написан в 1090 году византийским историком Анной Комниной. В конце XIII и начале XIV века члены семьи Музака контролировали регион между реками Деволи и Вьоса. Некоторые из них служили Византийской империи, в то время как некоторые из них объединились с королём Неаполя Карлом Анжуйским, который дал им (и некоторым другим представителям албанского дворянства) звучные византийские титулы (такие как севастократор), чтобы легче их подчинить. В течение короткого периода времени сербский император Стефан Душан (1331—1355) оккупировал Албанию, включая владения семьи Музака, но после его смерти Музака восстановили свои прежние владения. После битвы при Савре в 1385 году территория Албании перешла под власть Османской империи. Музака служили туркам-османам до 1444 года, когда Теодор Корона Мусаки присоединился к восстанию Скандербега. Когда османы подавили восстание Скандербега и захватили территорию Венецианской Албании в XV веке, многие члены семьи Музака перебрались в Италию. Те, кто остался в Османской Албании, потеряли свои феодальные права, некоторые приняли ислам и достигли высоких рангов в османской военной и административной иерархии.
Известные члены семьи: Гьон Музака, Теодор Корона Музаки, Якуб Бей Музаки, который был санджакбеем Османского санджака Албании, и Ахмет-Паша Курт, который был санджакбей санджака Авлона. Последний знатный член семьи Музака, нашедший убежище в Италии, умер в Неаполе в 1600 году.

## Происхождение
Музаки были одной из самых важных семей албанского происхождения. Согласно албанскому историку С. Анамали, семья происходила из Опара в области Корча. Гьон Музака утверждал, что его семья получила своё название от региона Музакия, названного в честь его населения, молоссов (древнегреческое племя), через искажение имени Molossi (в Molosachi и, наконец, Musachi) . Герб семьи Музака представлял собой двуглавого орла.

## Позднее Средневековье
В 1090 году самое раннее упоминание о семье Музака, как о верном полководце Алексия I Комнина (1081—1118), было в труде византийского историка Анны Комниной. Одним из первых заметных членов семьи был Андреа I Музаки, который, как и некоторые другие члены албанской знати, получил звучный византийский титул севастократора короля Неаполя Карла Анжуйского. В 1279 году Гион I Музака, остававшийся верным византийцам и сопротивлявшийся анжуйскому завоеванию Албании, был захвачен войсками Карла Анжуйского, но под давлением местных албанских дворян он был позже освобождён. Семья Музака продолжала оставаться верной Византии и сопротивлялась экспансии Сербского королевства. В конце XIII и начале XIV века члены семьи Музака контролировали регион между реками Деволи и Вьоса. Андреа I правил в период 1280—1313 годах; Андреа II правил, с некоторыми перерывами, в период между 1319 и 1372 годами. В 1319 году три члена семьи Музака даже пытались получить помощь от папы римского. За их верность Византии главе семьи Андреа II Музака получил титул деспота в 1335 году, в то время как другие Музаки продолжали делать карьеру в византийском правительстве в Константинополе.
Как только Андреа II Музака получил титул деспота, он поддержал анти-византийское восстание (1335—1341) в своих владениях, а также заключил союз с Анжуйской династией из Неаполя 30 декабря 1336 года и был признан вассалом Роберта, принца Таранто. В доказательство своей верности Анжуйскому дому Андреа II Музака вынужден был оставить одного из своих сыновей в качестве заложника в Дураццо.
В 1336 году Сербская империя под предводительством Стефана Душана захватила подконтрольный анжуйцам Дураццо, в том числе территорию, находившуюся под контролем семьи Музака. Хотя анжуйцам удалось отбить Дураццо, Стефан Душан продолжал свою экспансию, и в период 1337—1345 годов он захватил Канину и Валону (в современной Южной Албании). Дворяне из рода Музака воевали против сербских войск около 1340 года, когда войска Андрея II Музаки разгромили сербскую армию у горы Пелистер . После смерти Стефана Душана в 1355 году и распада Сербской империи семья Музака из Берата восстановила контроль над частями современной юго-восточной Албании, а также над Северной Грецией с Касторией, которую Андрей II Музака захватил у князя Марко после битвы при Марице в 1371 году.
После смерти Андрея II Музаки в 1372 году его потомки унаследовали контроль над его прежними владениями. Феодор II Музака унаследовал контроль над Музакией и Бератом, в то время как Кастория была унаследована его сыном Гином (1337—1389) . Согласно хронике Гиона Музака (повторенной в некоторых исторических работах) Комита, одна из дочерей Андрея II Музаки, вышла замуж за Балшу II. Другие авторы подтверждают, что Балша II женился в 1372 году и получил контроль над территорией к югу от Дураццо, включая Валону и Канине, в качестве приданого. Тем не менее, многие учёные считают, что Балша II женился не на Комите Музаке, а на Комине, дочери Иоанна Комнина Асеня, которая получила контроль над Валоной и Канином после смерти её брата Александра в начале 1372 года. В той же летописи упоминается Феодор II Музака как один из участников Косовской битвы в 1389 году вместе с князем Марко, что широко оспаривается многими историками. Семья Музака была в конфликте с князем Марко до его смерти в 1396 году, так что, вероятно, поэтому Теодор Корона Музаки упоминается в южнославянской и сербской эпической поэзии как Korun Aramija — враг Марко.
Греческая православная церковь (Церковь Святого Афанасия Музаки), расположенная в Кастории (Греция), была построена в 1383—1384 годах Теодором II Музакой и посвящена Святому Афанасию.

## Период Османской империи
После битвы при Савре в 1385 году род Музака и большая часть албанской знати перешли под контроль Османской империи. Первые признаки соперничества между Венецией и османами в Албании появились впервые в 1387 году и после смерти Георгия Топия в 1391 году, когда многие албанские дворяне, включая Андреа III Музака, попали под сильное влияние Венеции. В 1394 году османский султан Баязид I Молниеносный начал военную кампанию и восстановил османский контроль над большей частью Албании.
В период 1415—1417 годов Османская империя аннексировала Влеру и Берат и положила конец правлению семьи Музака, хотя некоторые из ее членов приняли ислам и стали османскими чиновниками, такими как Якуб-Бей, сын Теодора Корона Музаки, который был санджакбеем Османского санджака Албании во время албанского восстания 1432—1436 годов. Есть утверждения, что отец Якуба Теодор Корона Музаки участвовал в восстании, в то время как некоторые источники подчеркивают, что никакие современные документы не подтверждают такие утверждения. Якуб-Бей Музака находился на должности санджакбея Санжака Албании до сентября 1442 года, когда он был одним из 16 османских санджаков под командованием Шихабеддин-паши, которые были убиты христианскими войсками под командованием Яноша Хуньяди в битве у реки Яломица.
В 1444 году Теодор Корона Музаки присоединился к восстанию Скандербега. В 1455 году Скандербег попытался вернуть себе город, но потерпел неудачу. После его смерти многие члены благородных семей из Албании, которые до этого выступали против турок-османов, как Арианити, Зенебиши и Музака, обратились в ислам и достигли высоких рангов в военной и административной иерархии в Османской Албании. Хотя они часто оставались управлять землями, унаследованными от своих предков, новый османский режим заставил их отказаться от части своих территорий и своих феодальных прав.
По некоторым данным, последний член семьи Музака умер в Неаполе в 1600 году. Тем не менее, есть и другие известные люди, зарегистрированные как члены семьи Музака после 1600 года. В середине XVIII века санжакбеем Санжака Авлона был Ахмет-Паша Курт из рода Музака, который впоследствии был назначен на должность дербендчи ага (страж горных перевалов), которую он занимал до тех пор, пока султан не назначил вместо него внука Ахмет-Али-Пашу Тепелена.

## Известные члены рода
- Андреа I Музака (ок. 1280—1313).
- Андреа II Музака (ок. 1319—1372).
- Ментула Музака (уп. 1319), правитель Кельцюры[28].
- Теодор I Музака (ок. 1372—1389), правитель Берата.
- Теодор II Музака (ок. 1389—1412).
- Теодор III Музака (? — 1449), правитель Берата (? — 1417).
- Мария Музака[29] , первая жена Георгия Арианити[30] и мать Доники Кастриоти, жены Скандербега.
- Якуб-бей Музака, санджакбей из санджака Албании (упоминается в 1432—1442).
- Гион III Музака, титульный деспот Эпира[31].
- Гион Музака (упоминается в 1510).
- Костантин Музака, упомянутый как один из лидеров восстания в Османской Албании в 1481 году[1][32].
- Ахмет Курт-паша (? — 1787), первый правитель пашалыка Берат (1774—1787).